# شينيا تانيموتو
شينيا تانيموتو (باليابانية: 谷本 信也) (مواليد 26 أبريل 1977)، هو لاعب كرة قدم سابق كان يلعب كمهاجم.